# Carrozze unificate IV
Le carrozze unificate IV (CU IV; in tedesco Einheitswagen IV – EW IV; in francese voitures unifiées IV – VU IV) sono una serie di carrozze passeggeri delle Ferrovie Federali Svizzere.
Costruite a partire dal 1981, costituiscono la quarta serie di vetture unificate costruite per i treni InterCity; in seguito all'immissione in servizio di carrozze più moderne vennero trasferite ai servizi InterRegio.

## Storia
Le carrozze nacquero dalla necessità delle FFS di veicoli per il servizio interno confortevoli, compatibili con gli altri rotabili e più economici (in termini di costo per posto a sedere) delle carrozze CU III.
Carrozze dello stesso tipo vennero fornite anche alla BLS Lötschbergbahn, alla Bodensee-Toggenburg-Bahn e alla Schweizerische Südostbahn; le FFS le rilevarono tutte entro il 2004 (la BLS ottenne in cambio le carrozze unificate III ex Swiss Express, mentre BT e SOB delle carrozze unificate I).
Le FFS ricevettero le prime 11 carrozze di prima classe nel 1981, mentre nell'aprile 1983 entrarono in servizio le prime carrozze di seconda classe e nel successivo mese di agosto le prime carrozze ristorante.

## Caratteristiche

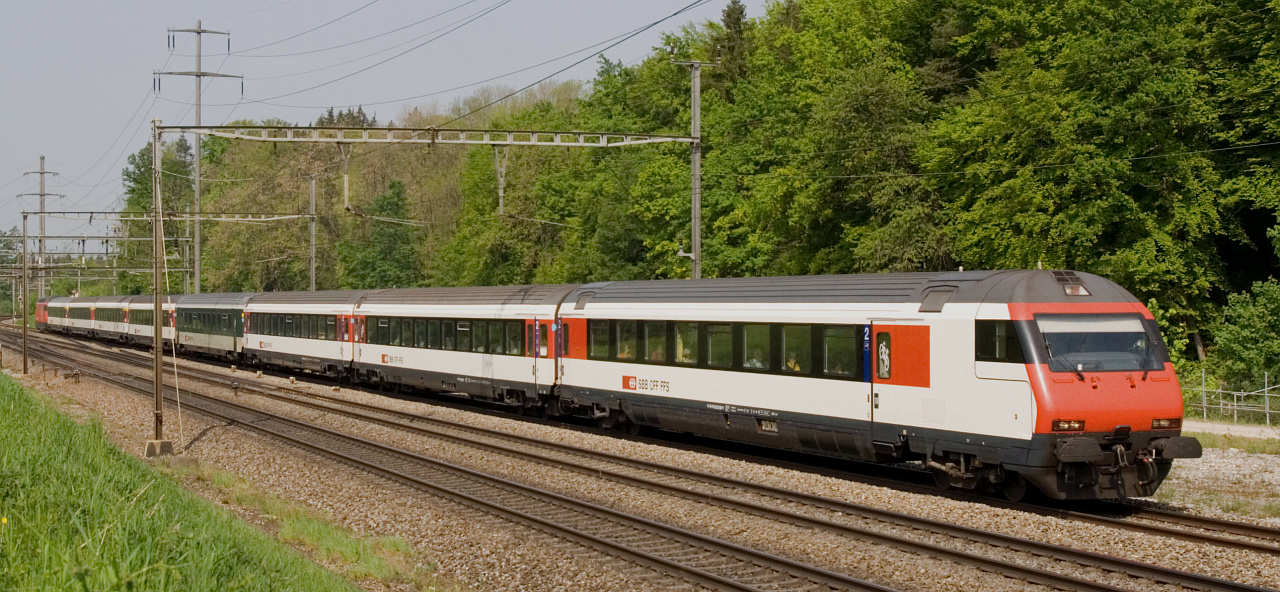
Un treno di CU IV in livrea più recente

Le carrozze vennero costruite in quattro versioni:
- prima classe (A), con 60 posti a sedere, 205 unità per le FFS, 12 per la BLS, 2 per la BT, 1 per la SOB;
- seconda classe (B), con 86 posti a sedere, 264 unità per le FFS, 20 per la BLS, 6 per la BT, 3 per la SOB;
- ristorante (WR e WRm), con 44-56 posti a sedere a seconda del tipo, 25 unità per le FFS;
- salone (Salon), con 36 posti a sedere, 2 unità per le FFS.

Sulla base delle carrozze FFS tipo Eurocity vennero costruite anche delle carrozze semipilota di seconda classe (Bt), con 62 posti a sedere (60 unità, di cui 54 alle FFS e le altre alla BLS).
Alcune carrozze furono oggetto di modifiche: una carrozza di seconda classe fu ricostruita nel 1984 (in occasione di una visita in Svizzera di Papa Giovanni Paolo II) in carrozza salone con 32 posti a sedere; cinque carrozze di seconda classe vennero modificate come carrozze per famiglie con 55 posti a sedere; una carrozza di seconda classe fu modificata come carrozza per misurazioni radio.
Tutte le carrozze hanno una velocità massima di 160 km/h (tranne alcune carrozze ristorante, le carrozze Bt e alcune carrozze salone, con velocità massima 200 km/h, e la carrozza misurazioni, con velocità massima 250 km/h).
A partire dal 1990 vennero acquistati dalle SNCF dei bagagliai (D) derivati dalle carrozze Corail: 41 unità andarono alle FFS e 7 alla BLS.